# عثمان عبد الحفيظ
عثمان عبد الحفيظ (30 مارس 1917 – 14أغسطس 1958) كان مبارز مصري بسيف الشيش.
كان من المنافسين في الألعاب الأولمبية الصيفية 1948 وعام 1952.
كان أحد الأعضاء الستة للفريق المصرى للمبارزة بسيف الشيش والذي مات على متن الرحلة (KLM Flight 607-E) في 14 أغسطس عام 1958.

## الحياة الشخصية
كان لديه ثلاثة أخوة، صالح، إبراهيم وفتحى وأيضا أختين : زينب وفاطمة .
تزوج من إيزيس إسماعيل صبرى، بنت طبيب أطفال مشهور . وأيضا أخت أحمد صبرى بطل المبارزة أيضا والذي توفى على نفس الرحلة .
كان له ابن (إسماعيل) وابنة (باكينام) .

## الميداليات والتكريمات
سميت القاعة الرئيسية بنادي المبارزة المصري باسمه، وأيضاً شارع في مدينة نصر بمصر ومدرسة في مسقط رأسه شبين الكوم بمصر.

## روابط خارجية
- عثمان عبد الحفيظ على موقع أوليمبيديا (الإنجليزية)